# Anastasia Prîhodko

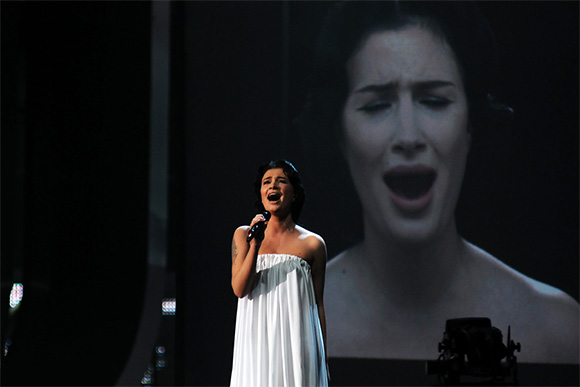
Anastasia Prîhodko interpretând cântecul „Mamo” în finala concursului Eurovision 2009

Anastasia Prîhodko (în ucraineană Анастасія Костянтинівна Приходько; în rusă Анастаси́я Константи́новна Прихо́дько) (n. 21 aprilie 1987 în Kiev, RSS Ucraineană, Uniunea Sovietică) este o cântăreață de muzică folk binescută pentru vocea sa gravă și pentru modalitatea unică de interpretare vocală în stil folk. Este câștigătoarea proiectului Fabrica de Staruri din Rusia. 
La data de 7 martie 2009, interpreta a câștigat selecția națională din Rusia cu piesa „Mamo”, fiind desemnată ulterior ca reprezentanta Rusiei la Concursul Muzical Eurovision 2009, unde s-a clasat pe poziția cu numărul unsprezece.

## Discografie

### Albumuri
- Zajdalas′, 2012

### Single-uri
| An   | Single                                           | Poziție  | Poziție |
| An   | Single                                           | Finlanda | Rusia   |
| ---- | ------------------------------------------------ | -------- | ------- |
| 2008 | "Безответно (Neîmpărtășit)" feat. Valeri Meladze | —        | 25      |
| 2009 | "Mamo (Mama) "                                   | 22       | 22      |
| 2010 | "Action"                                         |          | 62      |